# Mikołaj Wolański
Mikołaj Wolański (18. června 1826 Pauszówka – 2. července 1895 Lvov) byl rakouský politik polské národnosti z Haliče, v 2. polovině 19. století poslanec Říšské rady.

## Biografie
Byl šlechtického původu. Pocházel ze starobylého polského rodu, který byl povýšen do šlechtického stavu králem Boleslavem IV. Mikołaj vychodil gymnázium a absolvoval filozofii na jezuitské koleji v Tarnopolu. Do roku 1848 na navštěvoval právnickou fakultu Lvovské univerzity. Následně se věnoval správě svých statků ve východní Haliči. Roku 1871 získal titul komořího. Od roku 1872 do roku 1875 zastával funkci okresního starosty v Čortkivě.
V letech 1870–1895 byl poslancem Haličského zemského sněmu.
Zemský sněm ho roku 1870 delegoval i do Říšské rady (celostátního parlamentu Předlitavska), tehdy ještě nepřímo voleného zemskými sněmy. Opětovně ho sem zemský sněm zvolil roku 1871. Složil slib 28. prosince 1871, mandát ale byl na základě absence 21. dubna 1873 prohlášen za zaniklý. Do vídeňského parlamentu se vrátil v přímých volbách roku 1879 za kurii venkovských obcí v Haliči, obvod Bučač, Čortkiv atd. Mandát zde obhájil ve volbách roku 1885 a volbách roku 1891. Ve volebním období 1879–1885 se uvádí jako rytíř Nicolaus von Wolański, c. k. komoří a statkář, bytem Pauszówka. Patřil mezi polské národní poslance. Reprezentoval parlamentní Polský klub.
12. února 1888 byl povýšen do hraběcího stavu. Zemřel v červenci 1895. Byl velmi zámožný a po jeho smrti se okolo jeho závěti objevily machinace. Nenechal po sobě písemnou závěť, ale neteř, v jejímž domě zesnul, přišla s informací, že ústně odkázal majetek právě jí. Teprve v roce 1908 vypověděl komorník, že ona neteř mu dala 200 000 korun za to, aby potvrdil její smyšlené údaje. Vyšetřování pak ukázalo, že hrabě zanechal psanou závěť, ale ta byla neteří a komorníkem zničena.